# Congo (canción)
"Congo" fue el primer simple del álbum de 1997 del grupo británico Genesis llamado Calling All Stations y es una de las pocas canciones pop de este álbum. A pesar de su nombre, la canción no trata acerca del país en África, sino acerca de dos personas que no pueden continuar juntas, queriendo separarse e irse lo más lejos posible.
La canción se convirtió en un éxito menor, pero principalmente como curiosidad de los oyentes por conocer la voz del nuevo vocalista del grupo. Su éxito no duró mucho tiempo, pero aun así el grupo sintió que "Congo" se había ganado su lugar para ser incluida en el álbum compilatorio Turn It On Again: The Hits de 1999.
Musicalmente, la canción abre con una percusión caribeña mientras un coro con estilo africano canta "Congo the Congo", antes de que la canción continúe con una melodía de guitarra más oscura. La versión en el álbum incluye un sintetizador alternativo al final, mientras que la versión editada para el simple no lo incluye.
El video promocional de la canción, dirigido por Howard Greenhalgh, está armado en un ambiente industrial, mientras la banda toca la canción en un puerto junto a los trabajadores. Cañones masivos de agua son utilizados para controlar los levantamientos de los trabajadores, y la banda es mojada con esta agua varias veces a lo largo del video.

## Créditos
- Ray Wilson: Voz
- Tony Banks: Teclados, coros
- Mike Rutherford: Guitarra, coros
- Nir Zidkyahu: Batería, percusión

- Datos: Q1189995